# Tomasz Hodana
Tomasz Hodana (ur. 18 kwietnia 1974 w Krakowie) – historyk literatury i kultury staroruskiej oraz ukraińskiej. Adiunkt Katedry Ukrainistyki Instytutu Filologii Wschodniosłowiańskiej Uniwersytetu Jagiellońskiego. Główne obszary jego badań to piśmiennictwo Rusinów w Rzeczypospolitej XVI–XVII w.; problem autentyczności Słowa o wyprawie Igora; impresjonizm w prozie Mychajły Kociubynskiego. W 2005 roku na Wydziale Filologicznym UJ obronił pracę doktorską Moskwa w oczach Rusinów – obywateli Rzeczypospolitej. Na podstawie piśmiennictwa końca XVI– połowy XVII stulecia, przygotowaną pod kierunkiem prof. Aleksandra Naumowa.

## Wybrane publikacje
- Między królem a carem. Moskwa w oczach prawosławnych Rusinów – obywateli Rzeczypospolitej (na podstawie piśmiennictwa końca XVI– połowy XVII stulecia), Kraków: Wydawnictwa „Scriptum” Tomasz Sekunda, 2008, 262 s. (seria: Studia Ruthenica Cracoviensia, tom 4), ISBN 978-83-60163-37-5.
- Mychajła Kociubyńskiego pejzaż impresjonistyczny, „Мiж Сусiдами – Między Sąsiadami”. Almanach Fundacji Świętego Włodzimierza Chrzciciela Rusi Kijowskiej, tom 9, Kraków 1999, s. 168–178.
- „Moskiewska Częstochowa”. Klasztor Troicko-Siergijewski w walce z wrogami prawosławia, [w:] Klasztory i kultura krajów słowiańskich, red. W. Stępniak-Minczewa, Z. J. Kijas OFMConv, Kraków 2001, s. 267–277.
- Malarskość opisów przyrody w prozie Mychajła Kociubyńskiego, [w:] Dialog sztuk w kulturze Słowian wschodnich. Księga dedykowana pamięci Profesora Ryszarda Łużnego, pod red. J. Kapuścika, (seria: Rosja–myśl–słowo–obraz, tom IV), Kraków 2002, s. 91–101.
- Między królem a carem. Dylematy prawosławnych obywateli Rzeczypospolitej w latach 20. XVII wieku, [w:] Wielkie tematy kultury w literaturach słowiańskich, tom 5, pod red. I. Malej i Z. Tarajło-Lipowskiej, (seria: „Slavica Wratislaviensia”, tom CXXVIII), Wrocław 2004, s. 21–29.
- Kijów – Druga Jerozolima. Obraz miasta w prawosławnym piśmiennictwie ruskim I połowy XVII wieku, „Slavia Orientalis” 2008, nr 1, s. 9–21.
- Moskiewskie wizje Atanazego Filipowicza. O postrzeganiu Rosji przez prawosławnych mieszkańców Rzeczypospolitej w dobie mohylańskiej, „Slavica Wratislaviensia”, tom CXLVIII, pod red. K. Galon-Kurkowej, Wrocław 2009, s. 15–28.
- Najnowsze spory o autentyczność „Słowa o wyprawie Igora”, „Przegląd Rusycystyczny” 2011, nr 3, s. 5–32.
- Sodoma i królestwo babilońskie. Rzeczpospolita w pismach Iwana Wiszeńskiego, [w:] Od Kijowa do Rzymu. Z dziejów stosunków Rzeczypospolitej ze Stolica Apostolską i Ukrainą, pod red. M. R. Drozdowskiego, W. Walczaka i K. Wiszowatej-Walczak, Białystok 2012, s. 1057–1067.
- O której godzinie „święty ogień” zstępuje do Grobu Pańskiego? Kilka uwag na marginesie polskich przekładów najstarszego ruskiego itinerarium, „Przegląd Rusycystyczny” 2013, nr 1, s. 14–24.
- Московское государство глазами православных граждан Речи Посполитой накануне и в годы Смуты [Państwo Moskiewskie w oczach prawosławnych obywateli Rzeczypospolitej w przededniu i w dobie smuty], „Slavia Orientalis” 2014, nr 1, s. 7–18.